# Jean Martinon
Pour les articles homonymes, voir Martinon.
Jean Martinon, né dans le 6e arrondissement de Lyon le 11 janvier 1910 et mort à Neuilly-sur-Seine le 1er mars 1976, est un chef d'orchestre et compositeur français.

## Biographie
Jean Martinon entre au conservatoire de Lyon à l'âge de treize ans. Trois ans plus tard, il quitte sa ville natale pour entrer au Conservatoire national de musique et de déclamation à Paris. Il y travaille la technique du violon avec Jules Boucherit, la composition avec Albert Roussel et Vincent d'Indy, et la direction d'orchestre avec Roger Désormière et Charles Munch.
En 1934, il est violon solo à la radio et commence une série de tournées en province et à l'étranger.
Prisonnier de guerre pendant deux ans, interné dans un stalag, il y compose plusieurs œuvres : Psaume 136 ou Chant des Captifs, Musique d'exil, Sonatine nº 3 pour piano, Sonatine nº 4 pour trio d'anches, et plusieurs œuvres chorales.
Après la guerre, Martinon part en Irlande et est nommé premier chef de l'Orchestre symphonique de la radio de Dublin (1947-1950). Il compose sa Symphonie nº 3 en 1948. Il dirige également les orchestres Colonne, Pasdeloup, et la Société des Concerts du Conservatoire comme suppléant de Charles Munch. Au retour de ses tournées de concerts, il réside, comme quelques autres musiciens dont Pierre Monteux, à la cité Montmartre-aux-artistes, au 189 rue Ordener dans le quartier des Grandes-Carrières du 18e arrondissement,.
De 1946 à 1948, il est chef associé de l'Orchestre philharmonique de Londres. Il écrit l'opéra Hécube en 1946, le ballet Ambohimanga ou la cité bleue, plusieurs pièces pour piano, etc.
De 1951 à 1958, il est président et chef d'orchestre des Concerts Lamoureux à Paris, puis directeur artistique de l'Orchestre philharmonique d'Israël (1957-1959). Il compose en 1952, un oratorio, Le Lis de Saron ou le Cantique des Cantiques.
En 1959, il est nommé au poste de directeur général de la musique à Düsseldorf (poste prestigieux occupé au XIXe siècle par Schumann et Mendelssohn).
Puis sa carrière le mène aux États-Unis où, en 1963, il devient directeur musical de l'orchestre symphonique de Chicago qui, pour son 55e anniversaire, lui commande sa Symphonie nº 4 « Altitudes » (1965). En 1967, il reçoit la médaille Gustav Mahler pour ses interprétations des œuvres symphoniques du compositeur.
De retour à Paris, il devient directeur de l'Orchestre national de l'ORTF, poste qu'il occupe pendant six ans. En janvier 1974, il devient chef permanent de l'Orchestre de la Résidence de La Haye.
Dans le monde entier, Jean Martinon a joué le rôle d'ambassadeur de la musique française, à laquelle il a consacré l'essentiel d'une discographie abondante : il a notamment enregistré toutes les œuvres pour orchestre de Ravel (avec plusieurs inédits), et de Debussy, l'ensemble des symphonies de Saint-Saëns (dont deux symphonies de jeunesse exhumées pour la circonstance), ainsi que diverses compositions de Berlioz, Dukas, Roussel et Ibert.

## Principales œuvres

### Musique instrumentale
- Sonatines pour piano
- Sonate pour violon seul
- Suite nocturne, pour violon et piano
- 2 duos pour violon et piano
- Rhapsodie, pour piano et alto (1972)
- 2 trios pour cordes
- Sonatines pour trio d'anches
- Quatuor à cordes
- Quatuor à vent

### Musique orchestrale
- Symphonie no 1 (1936)
- Symphonie no 2 (1944)
- Symphonie no 3 Irlandaise (1948)
- Symphonie no 4 Altitudes (1966)
- Hymne à la vie, pour orchestre d'ondes Martenot (1944)
- Introduction et Toccata (1960)
- Concerto grosso pour violon et orchestre (1942)
- Concerto pour flûte (1971)
- Concerto pour orchestre de chambre
- Symphoniette (1935)
- Concerto lyrique pour quatuor à cordes et petit orchestre (1944)
- Symphonies de voyages (1957)
- Vigentuor no 1 pour orchestre de chambre (1969)

### Opéra
- Hécube (1956)
- Ambohimanga, opéra-ballet

### Filmographie
- 1945 : Le Jugement dernier de René Chanas
- 1947 : La Taverne du poisson couronné de René Chanas
- 1948 : Le Colonel Durand de René Chanas
- 1951 : La Conquête du froid de Jean Vidal